# Susanne Bormann

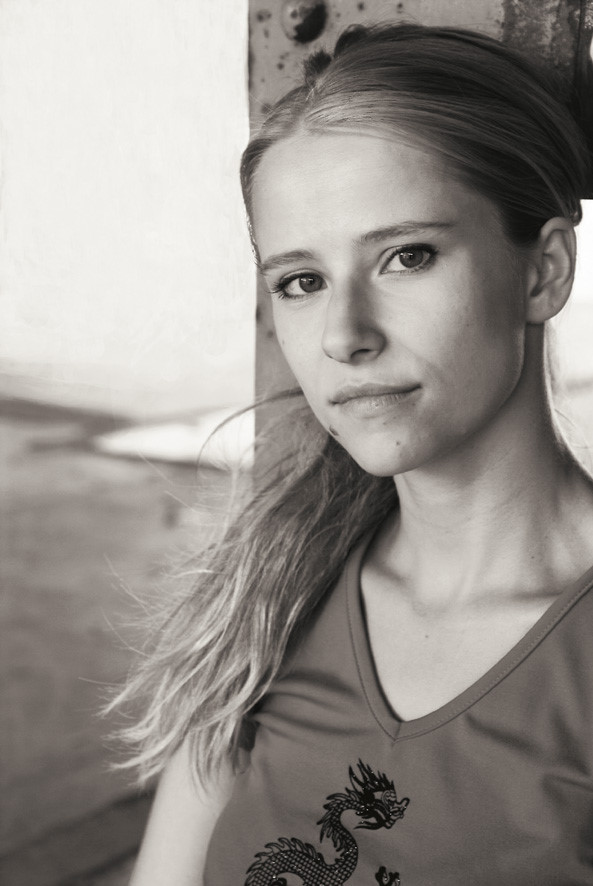
Susanne Bormann, 2005

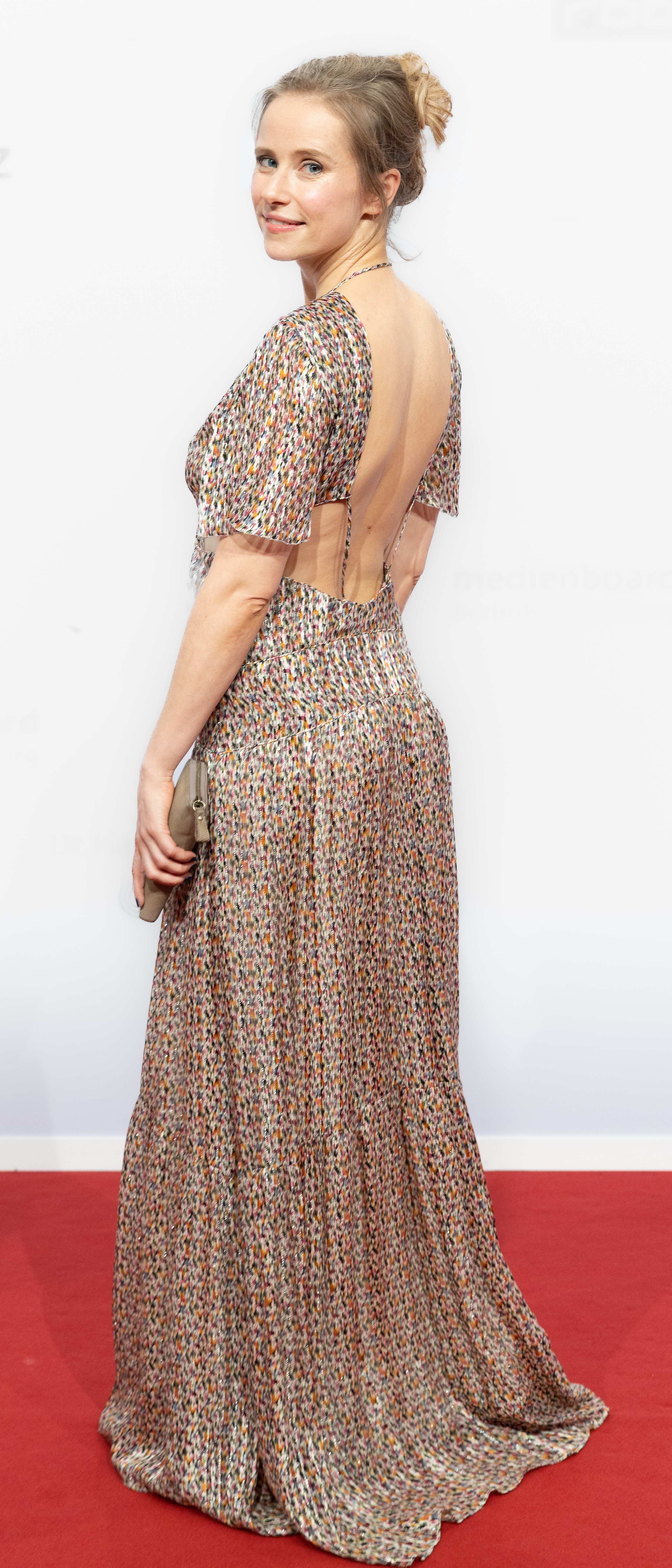
Die Schauspielerin bei der Medienboard Party 2020

Susanne Bormann (* 2. August 1979 in Kleinmachnow) ist eine deutsche Schauspielerin. Sie wurde durch zahlreiche Rollen, unter anderem in den Kinofilmen Treffen in Travers, Nachtgestalten, Schlaraffenland, Liegen lernen und Der Baader Meinhof Komplex bekannt. Sie spielte bislang in einigen Theaterinszenierungen und in über 60 Film- und Fernsehproduktionen mit.

## Leben und Karriere

### Anfänge und Ausbildung
Susanne Bormann wurde im Alter von acht Jahren bei einem Schulcasting für Michael Gwisdeks vielfach ausgezeichneten DEFA-Spielfilm Treffen in Travers, in dem sie die Rolle der jungen Röschen Forster übernahm, entdeckt. Während ihrer weiteren Schulzeit bis zu ihrem Abitur 1999 wirkte sie in weiteren Film- und Fernsehproduktionen mit, ohne dies als Berufsziel zu haben. Auf Anraten von Andreas Dresen studierte sie von 2000 bis 2005 an der Hochschule für Musik und Theater Rostock.

### Theater
Bormann hat zwischen 2005 und 2007 am Staatstheater Nürnberg in Friedrich Schillers Die Räuber die Amalia und in der Inszenierung das maß der Dinge die Evelyn gespielt. Während dieser Zeit gehörte sie dort zum festen Ensemble. Von 2007 bis 2008 war sie bei den Freilichtspielen Schwäbisch Hall in William Shakespeares Romeo und Julia in der weiblichen Titelrolle zu sehen.
Bei den Nibelungenfestspielen Worms 2009 spielte sie in John von Düffels Komödie Das Leben des Siegfried die Rolle der Kriemhild. 2012 war sie am Theaterdiscounter Berlin in Anne Schneiders Inszenierung Atropa. Die Rache des Friedens in der Doppelrolle der Iphigenie/Kassandra zu sehen.

### Film und Fernsehen
In zahlreichen Spielfilmen stand Bormann in Hauptrollen vor der Kamera. Für ihre Rolle der 14-jährigen Kleinkriminellen Pattie in dem Sozialdrama Abgefahren erhielt sie 1996 den Adolf-Grimme-Preis. Im selben Jahr sah man sie in Sven Severin Verdammt, er liebt mich als junge Schülerin Emma, die sich in ihren Geschichtslehrer Gabriel (Helmut Berger) verliebt.
Andreas Dresen besetzte sie 1997 als Schülerin Anna für seinen Fernsehfilm Raus aus der Haut und 1999 als heroinabhängige Prostituierte Patty für seinen Episodenfilm Nachtgestalten. In Friedemann Fromms Schlaraffenland spielte sie die Rolle der Lana. In Hendrik Handloegtens Literaturverfilmung Liegen lernen war sie an der Seite von Fabian Busch als Schülersprecherin Britta in einer der Hauptrollen zu sehen. 2005 spielte sie neben Matthias Schweighöfer in Tomy Wigands Kinofilm Polly Blue Eyes die Titelrolle. 2008 verkörperte sie die Rolle der Petra „Peggy“ Schoenau in dem von Bernd Eichinger produzierten Spielfilm Der Baader Meinhof Komplex. 2009 übernahm sie an der Seite von Karoline Herfurth in dem Märchenfilm Die Gänsemagd der ARD-Fernsehreihe Sechs auf einen Streich die Rolle der bösen Zofe Magdalena, die die Prinzessin zu einem Rollentausch zwingt.
Von 2012 bis 2015 spielte Bormann als Kriminaloberkommissarin Sandra Reiß in einer durchgehenden Rolle in der ZDF-Krimiserie Letzte Spur Berlin, in der es um die Suche nach Vermissten geht. 2020 war sie an der Seite von Jan Krauter als überzeugte Kommunistin Marlis Kügler in dem Historiendrama 3½ Stunden zu sehen.
Seit 2004 ist Bormann Mitglied der Deutschen Filmakademie. Seit 2018 moderiert sie zusammen mit dem Regisseur Christian Schwochow für die Deutsche Filmakademie den Podcast Close up – Ein Podcast übers Filmemachen.

### Engagement
Seit 2012 ist sie Botschafterin des Parks Hohenrode in Nordhausen (Thüringen), woher ihr Vater stammt.

### Privates
Bormann, die zwei Geschwister hat, ist mit dem Schlagzeuger Nicolai Ziel („Dota und die Stadtpiraten“, Von Eden) liiert und hat zwei Töchter. Sie lebt mit ihrer Familie in Berlin.

## Filmografie

### Kino
- 1989: Treffen in Travers
- 1991: Zwischen Pankow und Zehlendorf
- 1999: Nachtgestalten
- 1999: Schlaraffenland
- 2000: Freunde – Keinen Bock auf Bullen
- 2003: Liegen lernen
- 2005: Polly Blue Eyes
- 2006: Sieh zu, dass du Land gewinnst
- 2007: Gegenüber
- 2007: Mörderischer Frieden
- 2007: Nichts geht mehr
- 2008: Fleisch ist mein Gemüse
- 2008: Der Baader Meinhof Komplex
- 2011: Rubbeldiekatz
- 2012: Barbara
- 2012: Russendisko
- 2014: Quatsch und die Nasenbärbande
- 2016: Die Reise mit Vater
- 2017: Amelie rennt

### Fernsehfilme
- 1995: Abgefahren
- 1996: Verdammt, er liebt mich
- 1997: Raus aus der Haut
- 1997: Betrogen – Eine Ehe am Ende
- 1997: Falsche Liebe
- 2001: Lenya – Die größte Kriegerin aller Zeiten
- 2006: Dresden
- 2009: Die Freundin der Tochter
- 2009: Die Gänsemagd
- 2010: Auftrag in Afrika
- 2011: Stankowskis Millionen
- 2012: Die Jagd nach dem weißen Gold
- 2017: Leichtmatrosen – Drei Mann in einem Boot
- 2017: Nicht mit uns! Der Silikon-Skandal
- 2018: Echte Bauern singen besser
- 2021: 3 ½ Stunden
- 2021: Mona & Marie
- 2021: Endlich Witwer – Forever Young
- 2023: Mona & Marie – Ein etwas anderer Geburtstag

### Fernsehserien und -reihen
- 1995: Inseln unter dem Wind (Folge Abschied vom Paradies)
- 1995: Praxis Bülowbogen (Folge Ich hasse mich)
- 1995: Kanzlei Bürger (Folge Schlagende Beweise)
- 1996: Max Wolkenstein (Folge Tod und Liebe)
- 1997: Freunde fürs Leben (Folge Sternschnuppe)
- 1997: Rosamunde Pilcher: Irrwege des Herzens
- 1997: Die Kids von Berlin (Folge Tödliche Spiele)
- 2000: Mordkommission (Folge Gefallene Engel)
- 2000: Schimanski: Schimanski muss leiden
- 2000: Die Männer vom K3 (Folge Tyrannenmord)
- 2005: Nachtschicht – Tod im Supermarkt
- 2006: Einsatz in Hamburg – Mord auf Rezept
- 2008: Der Kriminalist (Folge Bluesgewehr)
- 2009: Bella Block: Das Schweigen der Kommissarin (Zweiteiler)
- 2010: Tatort: Schön ist anders
- 2010–2020: Der Alte (verschiedene Rollen 3 Folgen)
- 2011: SOKO Stuttgart (Folge Arme Schlucker)
- 2011: Ein Fall von Liebe – Saubermänner
- 2011: Ein starkes Team: Gnadenlos
- 2012–2016: Letzte Spur Berlin (43 Folgen)
- 2013, 2018: Die Chefin (verschiedene Rollen, 2 Folgen)
- 2015: Schuld nach Ferdinand von Schirach (Folge Der Andere)
- 2017: Tatort: Der Fall Holdt
- 2017: SOKO Köln (Folge Blutgeld)
- 2021: Wilsberg: Überwachen und belohnen
- 2021: Der Staatsanwalt (Folge Spiel mit dem Feuer)
- 2021: Ein Fall für zwei (Folge Advokaten und Mörder)
- 2022: Polizeiruf 110: Seine Familie kann man sich nicht aussuchen (Fernsehreihe)
- 2022: Another Monday (Fernsehserie)
- 2023: Tatort: Das geheime Leben unserer Kinder
- 2024: Tatort: Der Fluch des Geldes
- 2025: Morden im Norden (Folge Das zweite Alibi)
- 2025: Einspruch, Schatz! – Herzenswünsche

## Theater
- 2005–2007: Die Räuber (Staatstheater Nürnberg), Amalia – Regie: Georg Schmiedleitner
- 2005–2007: das maß der dinge (Staatstheater Nürnberg), Evelyn – Regie: Tina Geißinger
- 2007–2008: Romeo und Julia (Freilichtspiele Schwäbisch Hall), Julia – Regie: Rosee Riggs
- 2009: Das Leben des Siegfried (Nibelungenfestspiele Worms), Kriemhild – Regie: Gil Mehmert
- 2012: Atropa. Die Rache des Friedens (Theaterdiscounter Berlin), Iphigenie/Kassandra – Regie: Anne Schneider

## Hörspiele
- 2012: Daniel Goetsch: Kein Wort zu Oosterbeek. Regie: Christoph Kalkowski (Hörspiel – Deutschlandfunk)
- 2013: Carin Bartosch Edström: Der Klang des Todes. Regie: Sven Stricker (Kriminalhörspiel – DKultur)
- 2014: Robert Weber: Heinrich, Vorname Hauptfeldwebel. Regie: Giuseppe Maio (Hörspiel – DKultur)

## Auszeichnungen
- 1996: Adolf-Grimme-Preis für Abgefahren (zusammen mit Uwe Frießner)
- 1999: Nominierung für den Deutschen Filmpreis für Nachtgestalten in der Kategorie Beste Nebendarstellerin